# IC 495
IC 495 је елиптична галаксија у сазвјежђу Рак која се налази на листи објеката дубоког неба у Индекс каталогу.
Деклинација објекта је + 9° 0' 52" а ректасцензија 8h 8m 19,4s. Привидна величина (магнитуда) објекта IC 495 износи 14,1 а фотографска магнитуда 15,1. IC 495 је још познат и под ознакама CGCG 59-47, NPM1G +09.0139, PGC 22841.